# Hervé Boussard
Pour les articles homonymes, voir Boussard.
Hervé Boussard, né le 8 mars 1966 à Pithiviers (Loiret) et mort le 26 juin 2013 à Lésigny (Seine-et-Marne), est un coureur cycliste français. En 1988, il bat les records de France des 50 et 100 km sur piste sans entraîneur. Il a été médaillé de bronze du contre-la-montre par équipes des Jeux olympiques de 1992 à Barcelone, avec Jean-Louis Harel, Didier Faivre-Pierret et Philippe Gaumont. Il a été coureur professionnel de 1994 à 1997. Il devient ensuite formateur. En 2013, il succombe à une crise d'épilepsie.

## Biographie

### Coureur cycliste
En 1990, il rejoint le CM Aubervilliers 93. Il se fait remarquer en remportant le Circuit des plages vendéennes. Il est alors entraîné par Jean-Pierre Demenois. Le sommet de sa carrière est atteint en 1992 quand il est médaillé de bronze du contre-la-montre par équipes sur 100 km des Jeux olympiques de Barcelone, avec Jean-Louis Harel, Didier Faivre-Pierret et Philippe Gaumont. En 1993, il remporte avec son club la coupe de France DN1. En 1994, il poursuit à Aubervilliers dans la nouvelle équipe professionnelle BigMat-Auber 93. Il met fin à sa carrière professionnelle en 1997.

### Entraîneur
Dès la fin de sa carrière, il devient éducateur dans son ancien club. Il entraînait déjà auparavant de jeunes franciliens au sport-études du lycée Jules-Ferry de Coulommiers. Il obtient par la suite un Brevet d'État d'éducateur sportif de second degré avec une note de 18 sur 20. Il est pendant cette période intervenant au CREPS de Montry et pour le comité Seine-Saint-Denis.
À partir du 1er décembre 2003, il est choisi par le président du comité Nord-Pas-de-Calais René Pelcat sur conseil de Michel Thèze pour remplacer Christian Davaine au poste de coordinateur du pôle France Wasquehal. Il le dirige aux côtés de Frédéric Limousin,.
En 2007, le pôle prend un virage et devient une équipe cycliste junior : la Team Wasquehal Juniors. L'objectif est de rassembler les meilleurs juniors de la région et de les former, notamment en leur apprenant à courir par équipe. L'équipe obtient de très nombreux résultats de renoms comme la victoire au Paris-Roubaix juniors de Florian Sénéchal en 2011.
L'année 2011 est marquée par une belle récompense pour Hervé : ses deux protégés Arnaud Démare et Adrien Petit prenant respectivement la 1re et la 2e place du championnat du monde sur route espoirs à Copenhague.

### Décès
Le 26 juin 2013, Hervé Boussard est décédé brutalement à son domicile de Lésigny d'une crise d'épilepsie.

## Coureurs entraînés
Hervé Boussard est connu par avoir entraîné de nombreux espoirs du cyclisme français originaires aussi bien du Nord-Pas-de-Calais que de la Picardie ou de l'Île-de-France. Il continua de suivre la plupart une fois ceux-ci passés dans les rangs professionnels :
- Chez BigMat :
  - Benoît Daeninck[4]
  - les frères Sébastien et Yannick Talabardon[4]
  - Saïd Haddou[4]
  - Tristan Valentin[4]
  - Remy Quignon[4]
  - Charles Thibault[4]
  - Dimitri Champion[4]
  - Julien Guiborel[4]
- Au pôle France Wasquehal :
  - Anthony Colin[4]
  - Arnaud Molmy[4]
  - Renaud Pioline[4]
  - Thierry Hupond[4]
  - Yoann Offredo[5],[4]
  - Stéphane Rossetto[4]
- Dans la Team Wasquehal juniors :
  - Arnaud Démare[3]
  - Adrien Petit[5]
  - Florian Sénéchal[5]
  - Anthony Turgis[5]
  - Jimmy Turgis[5]
  - Rudy Barbier[5]
  - Élise Delzenne
  - Boris Zimine[4]
  - Félix Pouilly[4]

## Palmarès

### Palmarès amateur
| - 1990 - Circuit des plages vendéennes : - Classement général - 5e étape - 1re étape de la FBD Insurance Rás - 1991 - Tour de la Somme - Tour d'Eure-et-Loir - Quatre Jours de Vendée - 2e du Circuit des plages vendéennes - 2e du Tour de Seine-et-Marne - 3e du Tour du Hainaut - 1992 - Paris-Briare - 2e du Tour de la Manche - Médaillé de bronze du contre-la-montre par équipes des Jeux olympiques | - 1993 - Ronde du Canigou - Prix des Œufs Durs - Grand Prix des Foires d'Orval - 2e de Paris-Roubaix espoirs - 2e du Tour de Seine-et-Marne - 2e du Grand Prix de France - 3e de la Boucle de l'Artois - 3e de Paris-Tours espoirs |

### Palmarès professionnel
- 1994
  - 2e du Tour du Poitou-Charentes

## Caractère
Hervé Boussard bien que discret, est quelqu'un de sérieux, compétent et ayant une certaine joie de vivre. Il était unanimement apprécié.

## Vie privée
Hervé a deux garçons qui à la date de son décès ont respectivement 11 et 16 ans.